# Фросина Ременски
Фросина Ташевска-Ременски (на македонска литературна норма: Фросина Ташевска-Ременски) е политик от Северна Македония.

## Биография
Родена е на 22 февруари 1977 г. в Крива паланка. През 1995 г. завършва средното си образование в родния си град. През 1999 г. завършва Скопския университет, а през 2004 г. и магистратура. През 2007 г. става доктор на Скопския университет в областта на международното право и правата на малцинствата. Темата на дисертацията ѝ е „Македонското национално малцинство в съседните земи: Съвременни състояния“. Записва втора докторантура във Факултета по сигурност в Скопие на тема „Забраната за употреба на сила и концепцията за превантивна интервенция при справянето с конфликти и заплахи за международния мир и сигурност – Случаите на СР Югославия 1999, Афганистан 2001, Ирак 2003 и Либия 2011 г.“
От 2000 г. работи в ДСУ „Гьорче Петров“ като професор. В периода 2000 – 2003 г. е асистент в Института по социология към Философския факултет на Скопския университет. Между 2004 и 2007 г. е асистент в Полицейската академия в Скопие, а от 2007 до 2012 г. е доцент там. В периода 2012 – 2015 г. е извънреден професор във Факултета по сигурност в Скопие. В 2016 година е избрана за депутат от Социалдемократическия съюз на Македония в Събранието на Република Македония.
На 12 ноември 2015 г. е назначена за министър на труда и социалната политика на Република Македония.